# سیارک ۴۱۸۷
سیارک ۴۱۸۷ (به انگلیسی: 4187 Shulnazaria، نامگذاری:1978GR3) چهار هزار و صد و هشتاد و هفتمین سیارک کشف شده‌است که در ۱۱ آوریل ۱۹۷۸ کشف شد.
قدر مطلق سیارک برابر ۱۲٫۶۰ است.